# 柳城奎阁塔
柳城奎阁塔，位于中国广东省河源市东源县柳城镇下坝村，为东源县的一个县级文物保护单位，类型为古建筑，公布时间为1986年3月。
柳城奎阁塔的历史年代为清代。